# Madonna del Bordone
Pour les articles homonymes, voir Bordone.

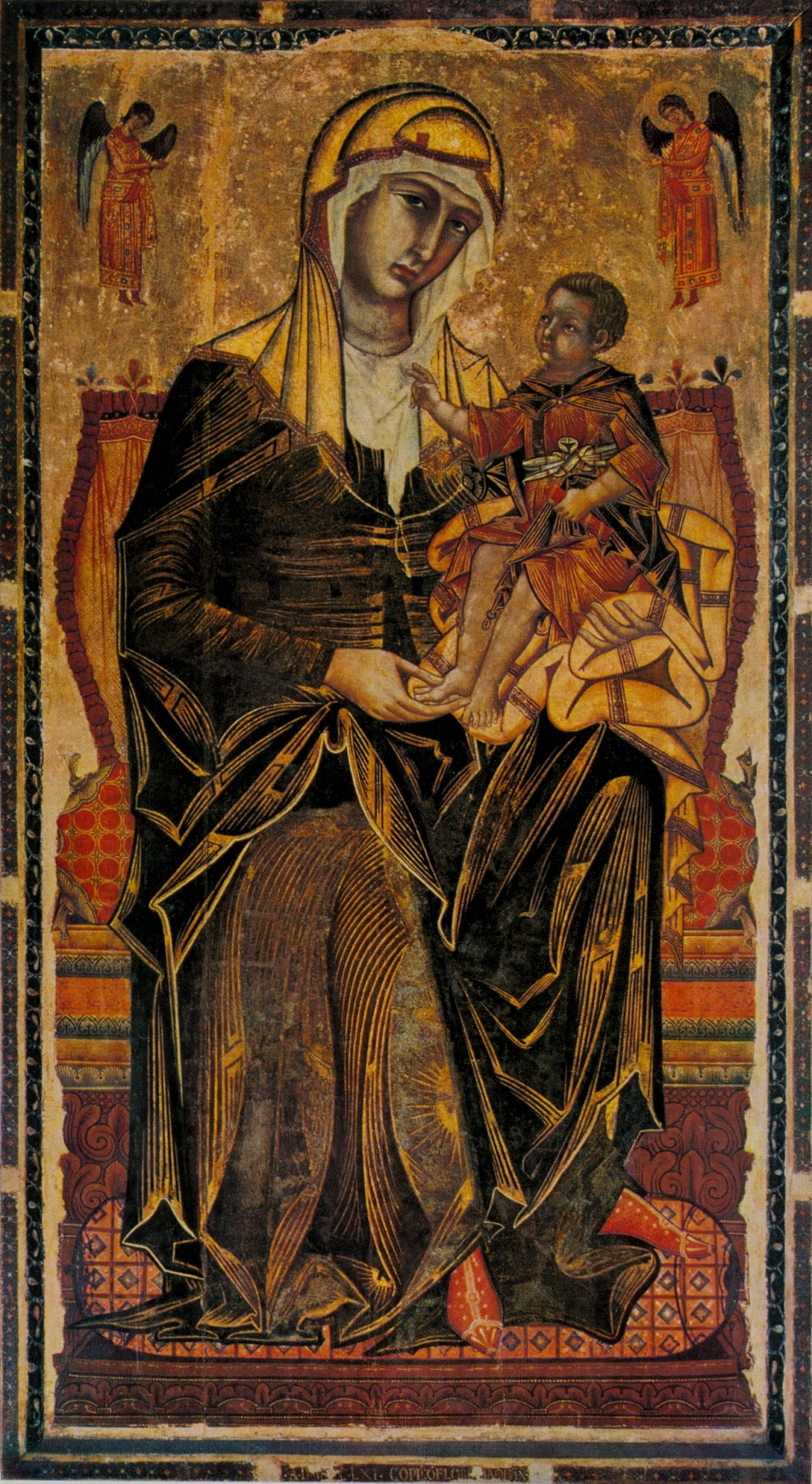

Ladite Madonna del Bordone est une Vierge à l'Enfant peinte par  le Florentin Coppo di Marcovaldo, une œuvre certifiée de sa main car signée et datée 1261.

## Histoire
Cette œuvre, peinte  a tempera sur panneau de bois de 225 × 125 cm, a été réalisée (juste après la participation du peintre à la bataille de Montaperti) pour l'Ordre des Servites de Marie pour le maître-autel de leur église de Sienne, la Basilica di San Clemente in Santa Maria dei Servi, où elle se trouve toujours.
Le terme Bordone fait référence aux logements des pèlerins.

## Thème
C'est une vierge trônant en majesté, une Maestà, simplement accompagnée de son fils et d'anges, en  figure céleste.

## Composition
La Vierge est au centre, assise sur un trône, deux anges à ses côtés, tenant l'Enfant sur ses genoux, lequel tient dans sa main gauche le Livre de la Loi. Les deux personnages sont représentés auréolés de face dans une position hiératique dans une composition où l'influence de la peinture byzantine est manifeste (fond doré, disproportions des personnages, absence de perspective à point de fuite.